# West Midlands (anglický region)
Region West Midlands („Západní Midlands“ nebo přeneseně „Středozápad“) je jeden z 9 regionů, nejvyšších správních celků Anglie. Zahrnuje 6 ceremoniálních hrabství v západní části oblasti tradičně nazývané Midlands. Region je geograficky a kulturně různorodý od milionových průmyslových aglomerací v centru oblasti až po venkovská hrabství Shropshire a Herefordshire, která na západě hraničí s Walesem. Střediskem a největším městem je Birmingham.

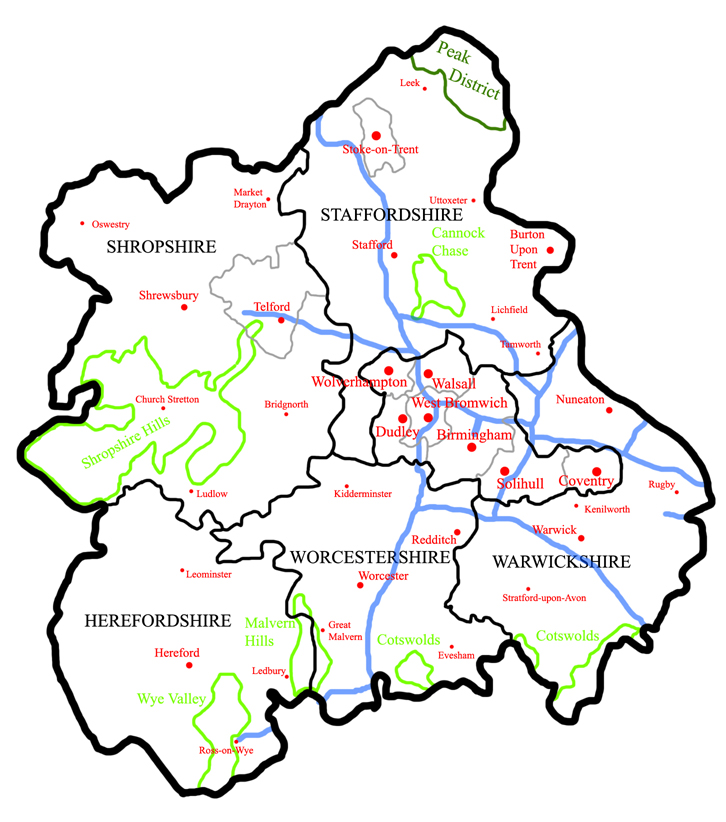
Schematická mapa regionu

Pojem nelze zaměňovat se stejnojmenným metropolitním hrabstvím West Midlands, které je pouze jeho součástí.

## Geografie
Oblast je převážně zvlněná nebo pahorkatá, vyšší polohy se nacházejí po okrajích na západě (předhůří Kambrických hor), severu (okraj Pennin) a na jihovýchodě (okraj Cotswolds). Nejvyšším bodem je Black Mountain (Twyn Llech, 703 m n.m.) na jihozápadě přímo na hranici s Walesem. Region je vnitrozemský (jako jediný z anglických regionů, nepočítaje Londýn), na jihu se přibližuje na 13 km k začátku estuáru Severnu a na severu na 30 km k estuáru řeky Dee.
Hlavní řekou oblasti je Severn, nejdelší řeka Velké Británie, která protéká středem území, obloukem od severozápadu (z Walesu) na jihozápad a jih, kde se do něj od východu vlévá Avona. Paralelně se Severnem teče na jihozápadě řeka Wye. Obě se (mimo region) vlévají do Bristolského zálivu Keltského moře, zatímco severovýchod West Midlands je odvodňován řekou Trent, která zde pramení a odtéká do Severního moře. Povodí Severnu, Trentu a blízké řeky Mersey jsou propojena průplavy.

## Obyvatelstvo
V regionu žije asi 6 milionů lidí, hustota zalidnění je v rámci Anglie nadprůměrná. Obyvatelstvo je však silně koncentrováno do několika konurbací, skoro polovina žije v birminghamské aglomeraci. Západní rurální hrabství Shropshire a Herefordshire jsou naopak zalidněna poměrně řídce (srovnatelně s Českem).
Ve West Midlands žije nejmenší podíl bílých Britů ze všech regionů kromě Londýna – 79,2% (2011).
| název            | počet obyvatel | včetně aglomerace | ceremoniální hrabství |
| ---------------- | -------------- | ----------------- | --------------------- |
| Birmingham       | 1 157 603      | 2 650 000         | West Midlands         |
| Coventry         | 345 324        | 651 600           | West Midlands         |
| Wolverhampton    | 263 700        |                   | West Midlands         |
| Stoke-on-Trent   | 259 965        | 382 687           | Staffordshire         |
| Telford          | 155 570        |                   | Shropshire            |
| Solihull         | 126 577        |                   | West Midlands         |
| Sutton Coldfield | 109 899        |                   | West Midlands         |
| Worcester        | 103 872        |                   | Worcestershire        |
| West Bromwich    | 103 112        |                   | Staffordshire         |
| Nuneaton         | 88 813         |                   | Warwickshire          |

## Správa
Region West Midlands je rozdělen na následující správní jednotky:
| Ceremoniální hrabství | Hrabství Unitary authority           | Distrikty | rozloha (km²) | počet obyvatel (2022) | sídlo          |
| --------------------- | ------------------------------------ | --- | ------------- | --------------------- | -------------- |
| Herefordshire         | Herefordshire                        | Herefordshire | 2 180         | 188 719               | Hereford       |
| Shropshire            | Shropshire †                         | Bridgnorth, North Shropshire, Oswestry, Shrewsbury and Atcham, South Shropshire                                                      | 3 198         | 327 178               | Shrewsbury     |
| Shropshire            | Telford a Wrekin (unitary authority) | Telford a Wrekin (unitary authority)                                                                                                 | 290           | 185 600               | Telford        |
| Staffordshire         | Staffordshire †                      | Cannock Chase, East Staffordshire, Lichfield, Newcastle-under-Lyme, South Staffordshire, Stafford, Staffordshire Moorlands, Tamworth | 2 527         | 626 319               | Stafford       |
| Staffordshire         | Stoke-on-Trent (unitary authority)   | Stoke-on-Trent (unitary authority)                                                                                                   | 93            | 259 965               | Stoke-on-Trent |
| Warwickshire †        | Warwickshire †                       | North Warwickshire, Nuneaton a Bedworth, Rugby, Stratford-on-Avon, Warwick                                                           | 1 975         | 607 604               | Warwick        |
| West Midlands *       | West Midlands *                      | Birmingham, Coventry, Dudley, Sandwell, Solihull, Walsall, Wolverhampton                                                             | 902           | 2 953 816             | Birmingham     |
| Worcestershire †      | Worcestershire †                     | Bromsgrove, Malvern Hills, Redditch, Worcester, Wychavon, Wyre Forest                                                                | 1 741         | 609 216               | Worcester      |

† nemetropolitní hrabství
* metropolitní hrabství

## Školství
Na úrovní vysokoškolského vzdělání se v regionu nachází 12 veřejných univerzit a další desítky institucí:
| název                            | název anglicky                | sídlo                | založena (univ. od roku) | typ      | počet studentů (2023/24) |
| -------------------------------- | ----------------------------- | -------------------- | ------------------------ | -------- | ------------------------ |
| Astonská univerzita              | Aston University              | Birmingham           | 1895 (1966)              | veřejná  | 15 500                   |
| Birminghamská univerzita         | University of Birmingham      | Birmingham           | 1825 (1900)              | veřejná  | 36 800                   |
| Birminghamská městská univerzita | Birmingham City University    | Birmingham           | 1992                     | veřejná  | 31 400                   |
| Newmanova univerzita             | Birmingham Newman University  | Birmingham           | 1968                     | veřejná  | 4 100                    |
| Univerzita BPP (pobočka)         | BPP                           | Birmingham           | 1992                     | privátní |                          |
| Univerzita Coventry              | Coventry University           | Coventry             | 1970 (1992)              | veřejná  | 29 500                   |
| Harper Adamsova Univerzita       | Harper Adams University       | Edgmond, Shropshire  | 1901 (2012)              | veřejná  | 5 400                    |
| Keelská univerzita               | Keele University              | Keele, Staffordshire | 1949 (1962)              | veřejná  | 12 200                   |
| Univerzita práva (pobočka)       | University of Law             | Birmingham           | 1962 (2012)              | privátní |                          |
| Staffordshirská univerzita       | University of Staffordshire   | Stoke-on-Trent       | 1906 (1992)              | veřejná  | 19 000                   |
| UCB                              | University College Birmingham | Birmingham           | 1957 (2012)              | veřejná  | 6 900                    |
| Warwická univerzita              | University of Warwick         | Coventry             | 1965                     | veřejná  | 29 400                   |
| Univerzita ve Wolverhamptonu     | University of Wolverhampton   | Wolverhampton        | 1827 (1992)              | veřejná  | 19 700                   |
| Worcesterská univerzita          | University of Worcester       | Worcester            | 1946 (2005)              | veřejná  | 9 200                    |

## Fotbalové týmy
Region West Midlands měl v sezóně 2024/25 v anglické Premier League dva zástupce, oba sídlící v birminghamské aglomeraci – Aston Villa (6.) a Wolverhampton Wanderers (16.). Oba hrají nejvyšší ligu i v sezóně následující.
Ve druhé lize (EFL Championship) hrají týmy Coventry City, Stoke City a West Bromwich Albion, a roku 2025 do ní postoupil také Birmingham City. Coventry City FC se v téže době kvalifikoval do baráže o postup do Premier League, ale neuspěl.

## Galerie

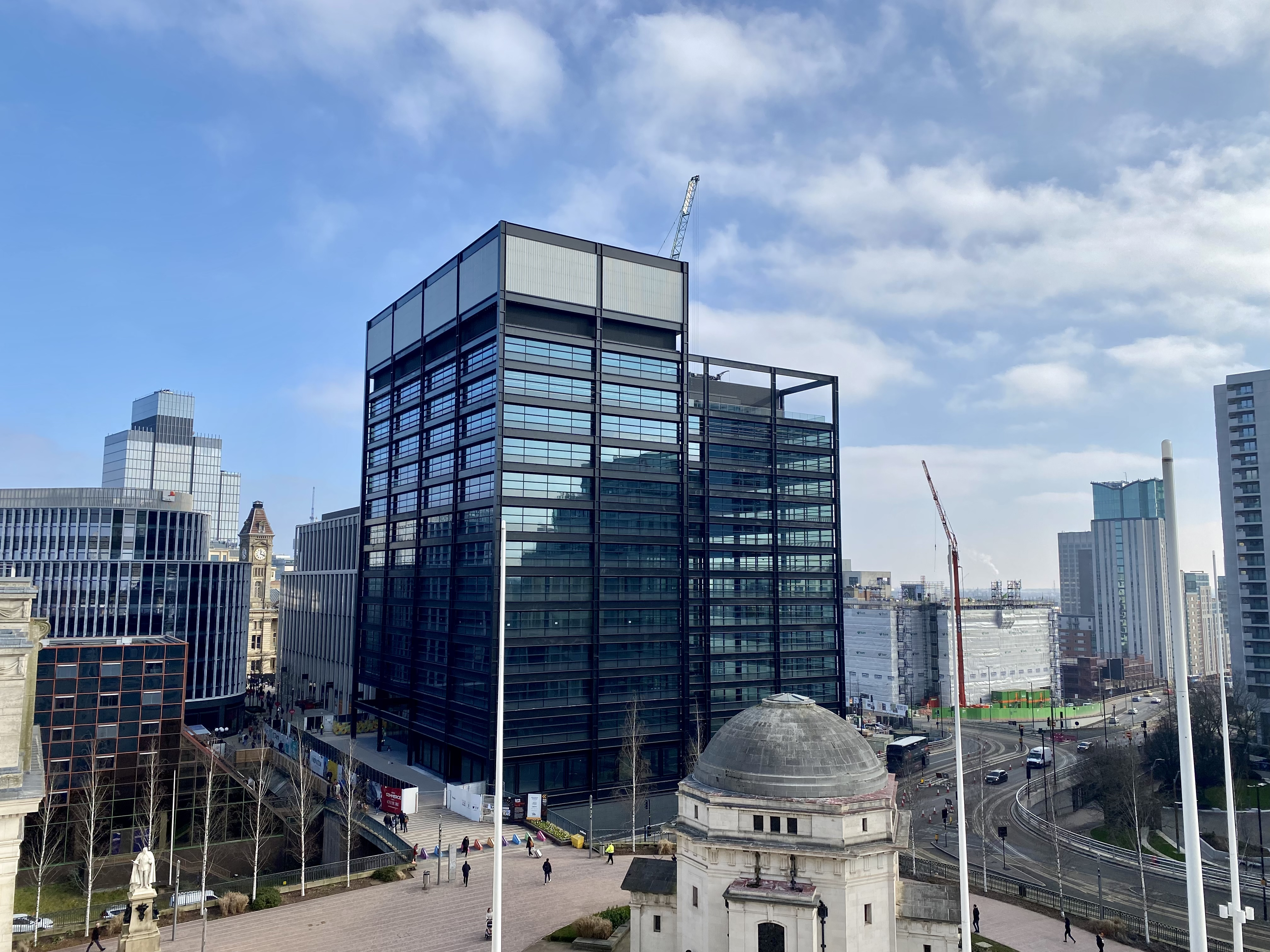
Birmingham
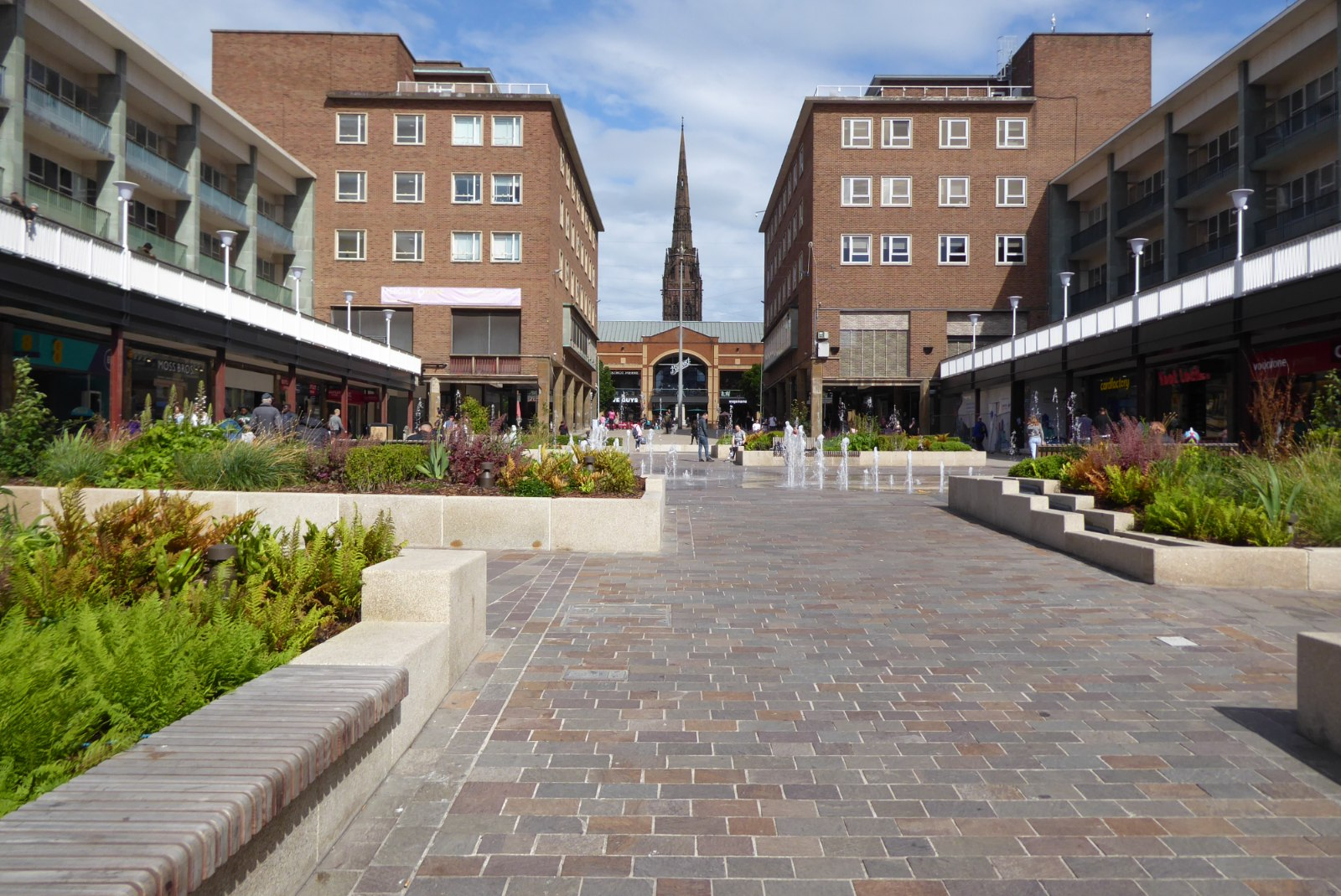
Coventry
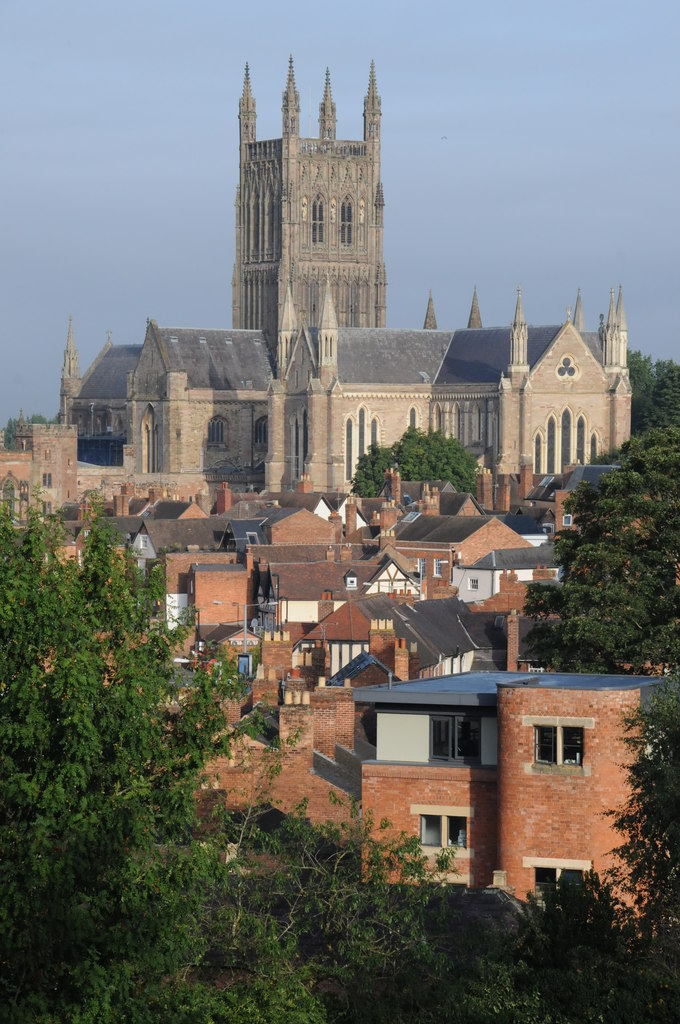
Worcester
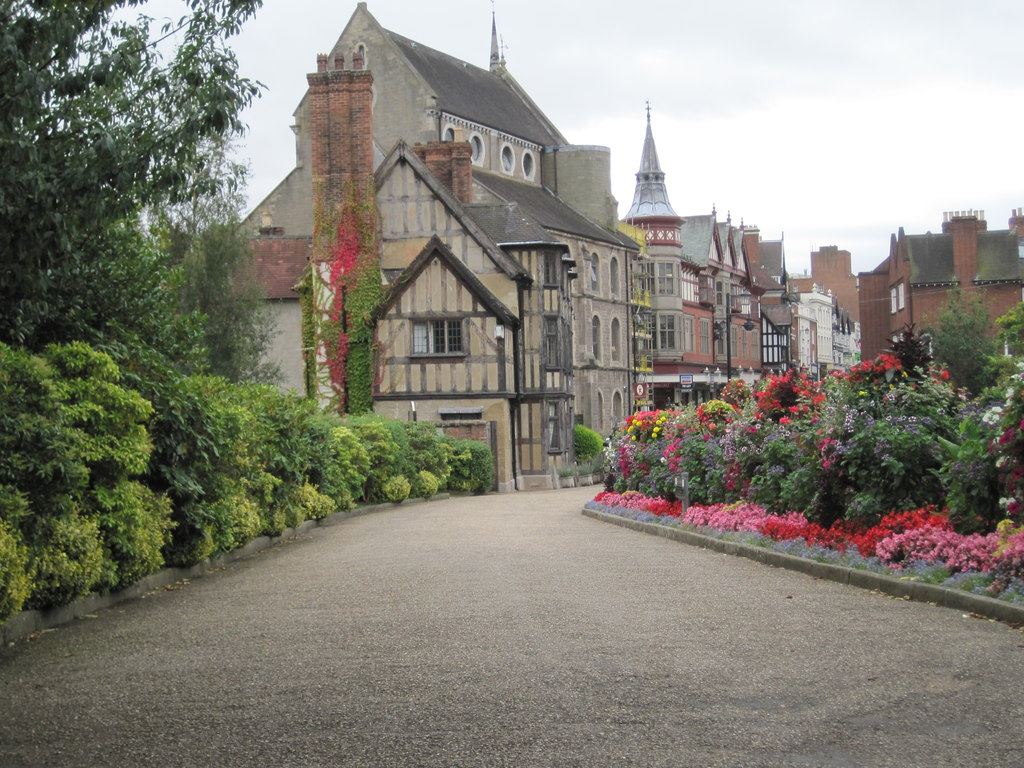
Hrad ve Shrewsbury
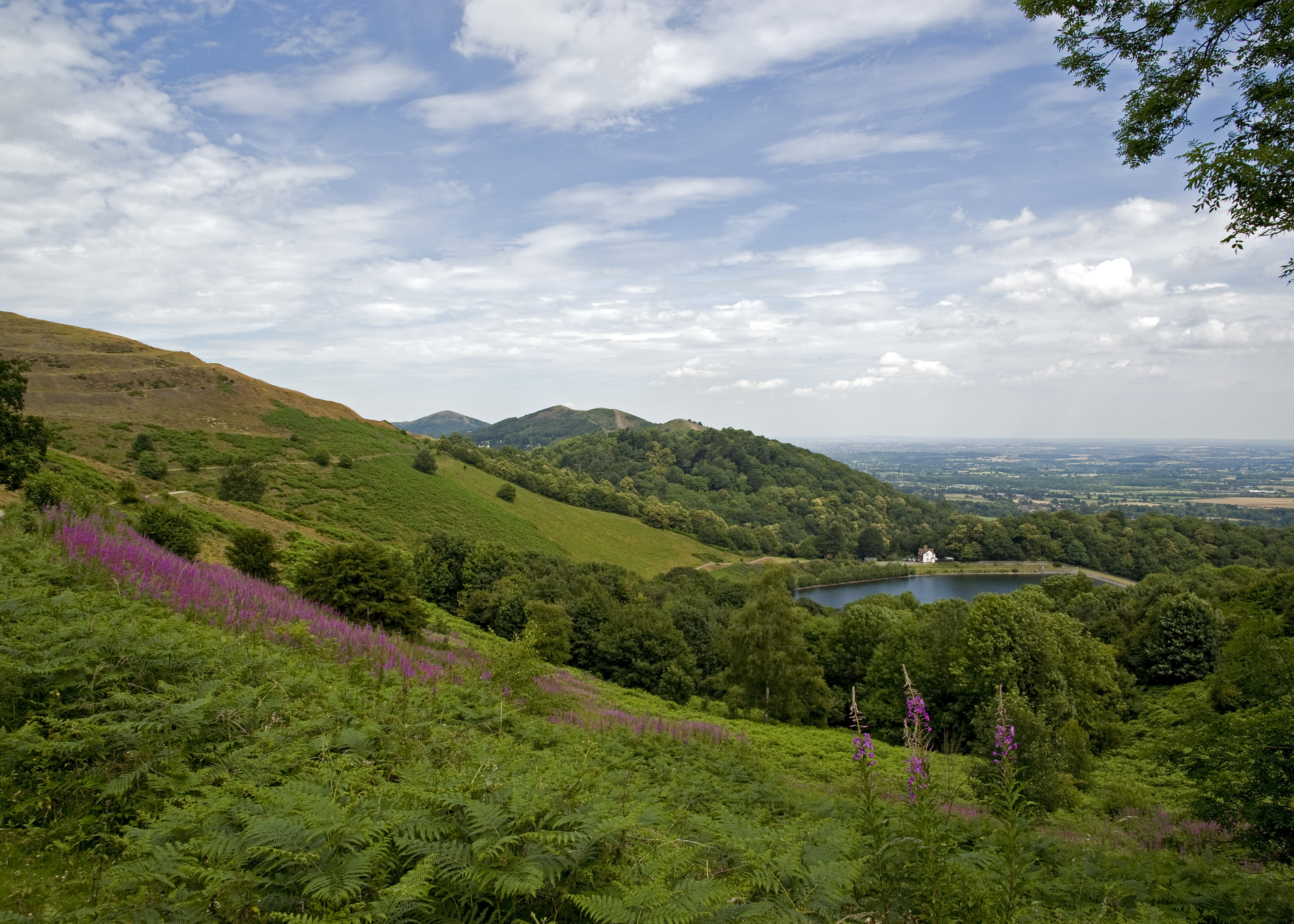
Malvern Hills na rozhraní Herefordshire a Worcestershire
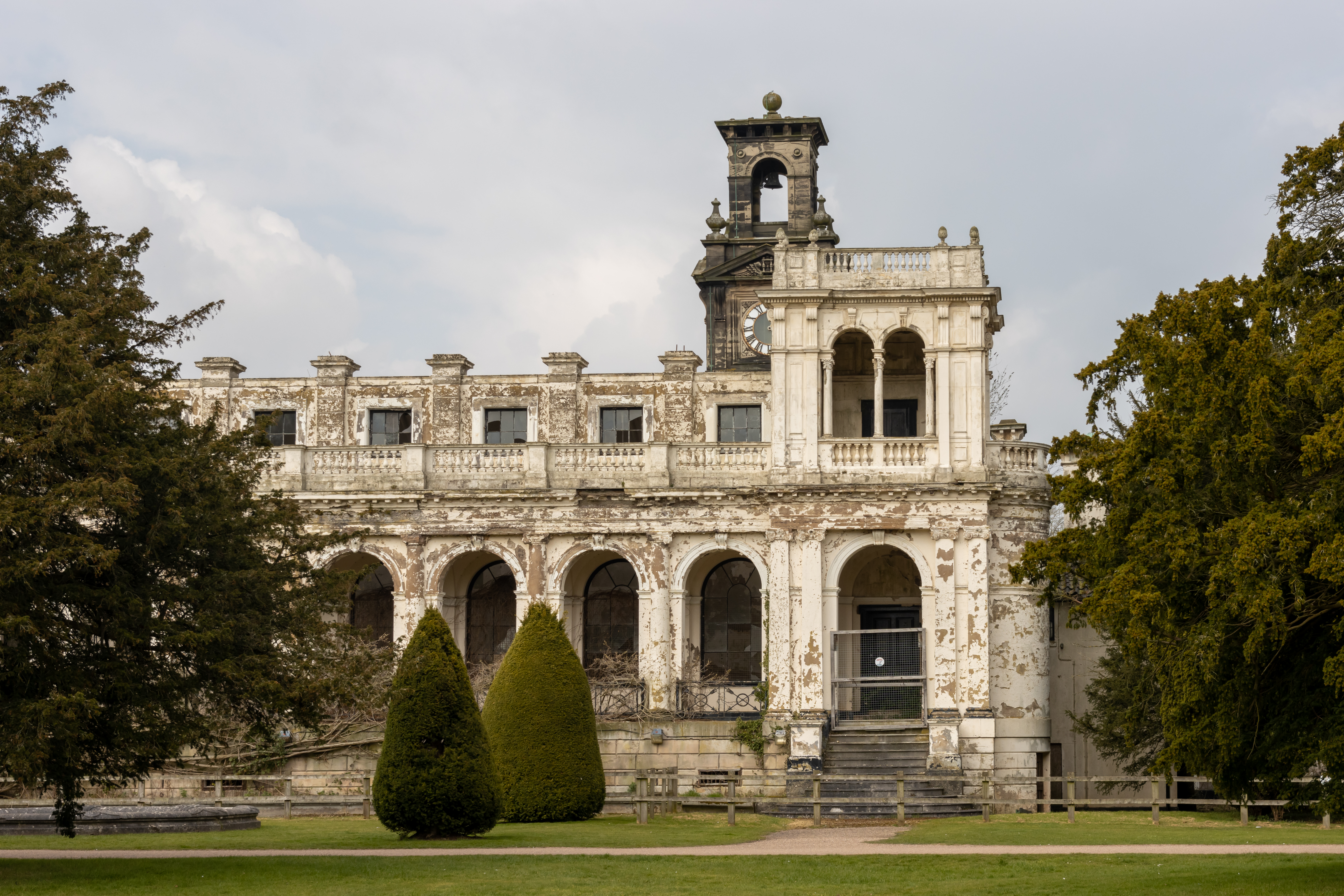
Trentham Estate u Stoke-on-Trent
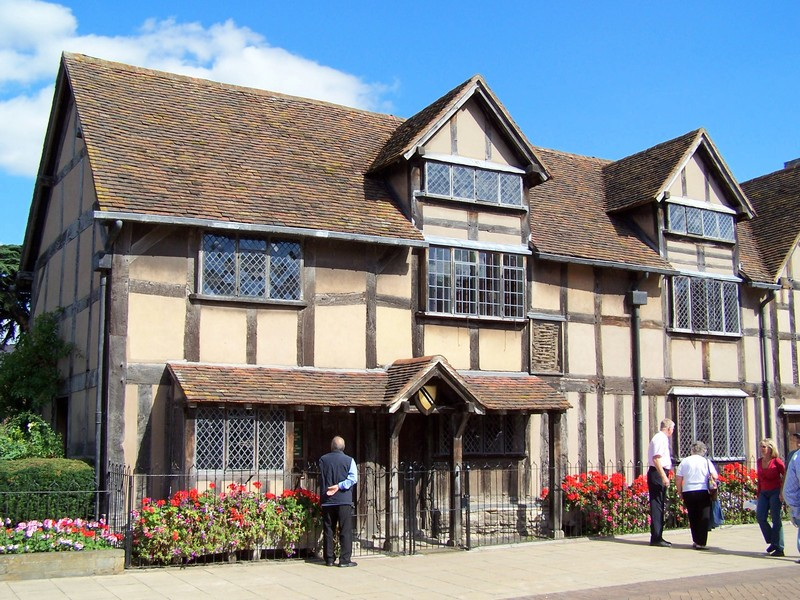
Rodný dům Williama Shakespeara ve Stratfordu nad Avonou
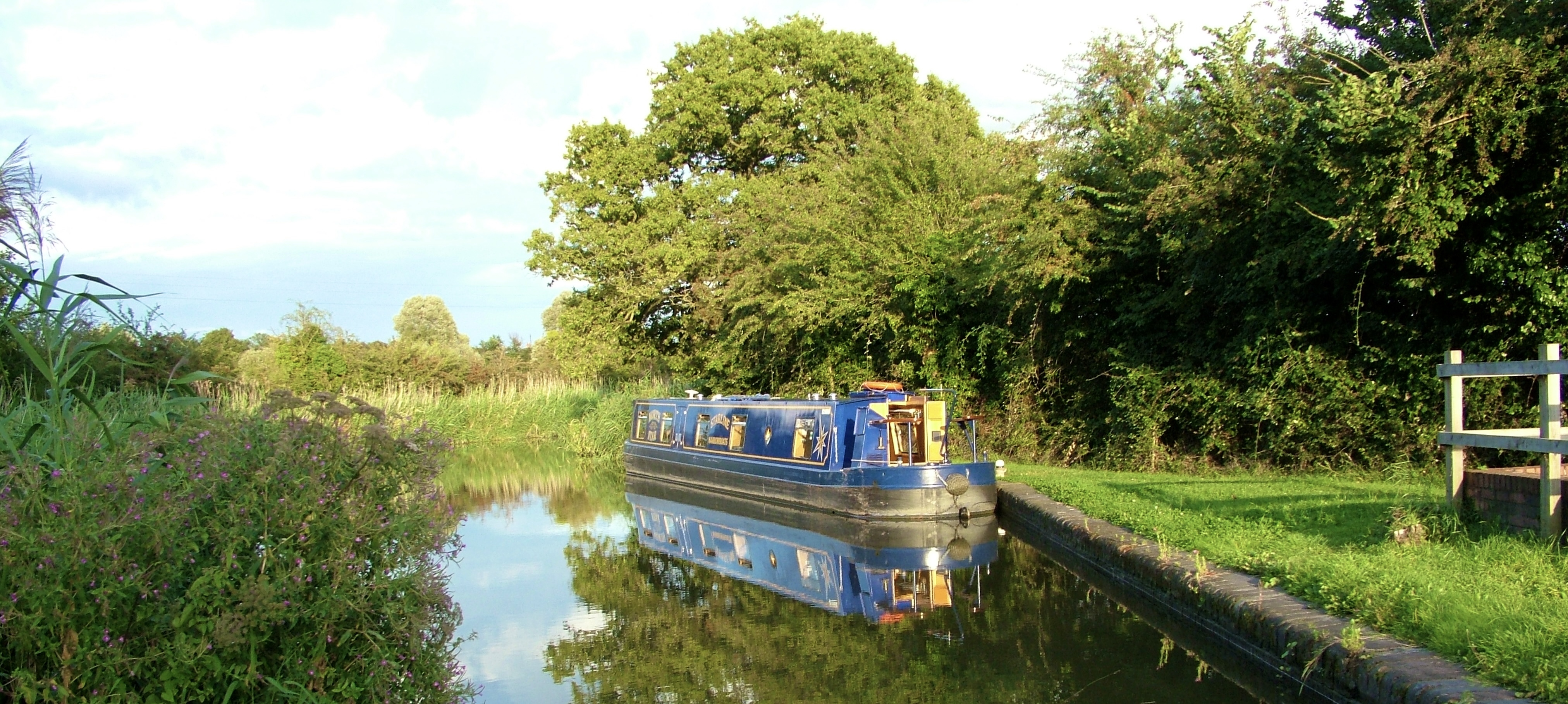
Kotvící loď poblíž Droitwich Spa
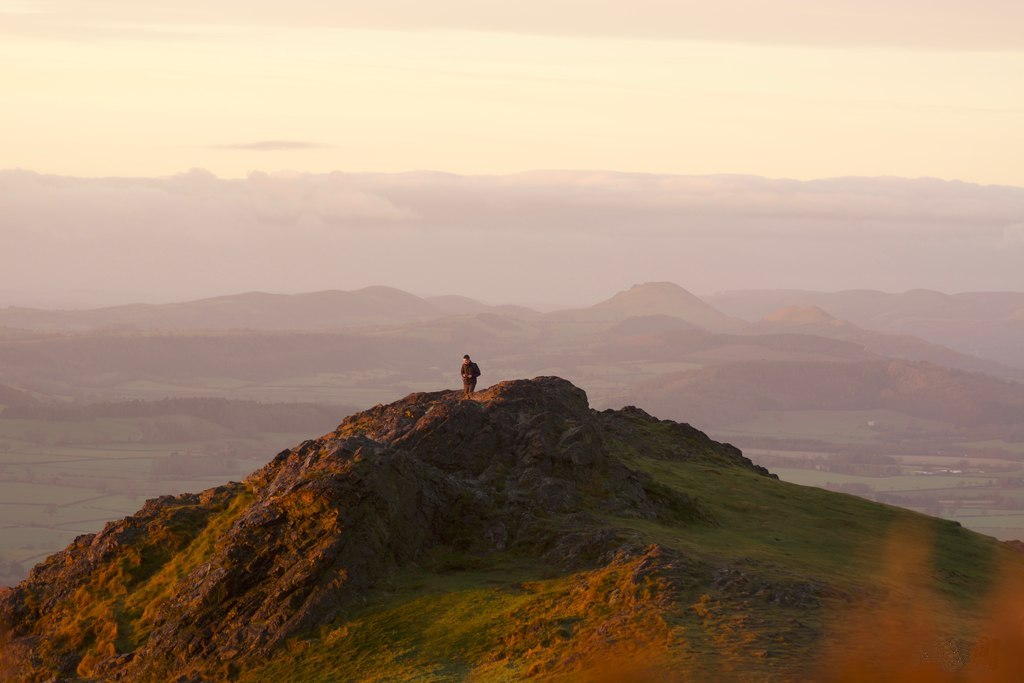
Vrch Wrekin nad Telfordem
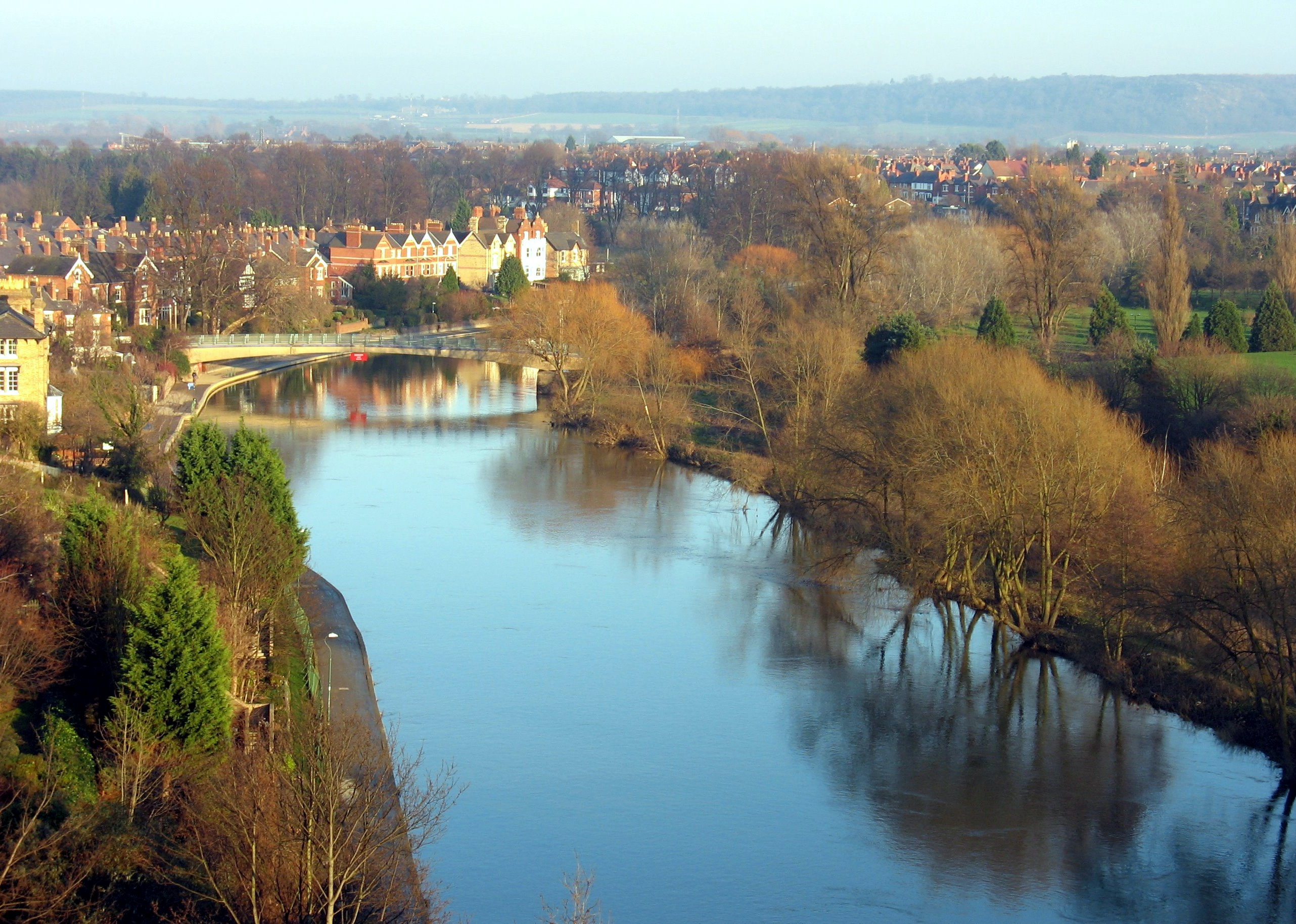
Řeka Severn ve Shrewsbury
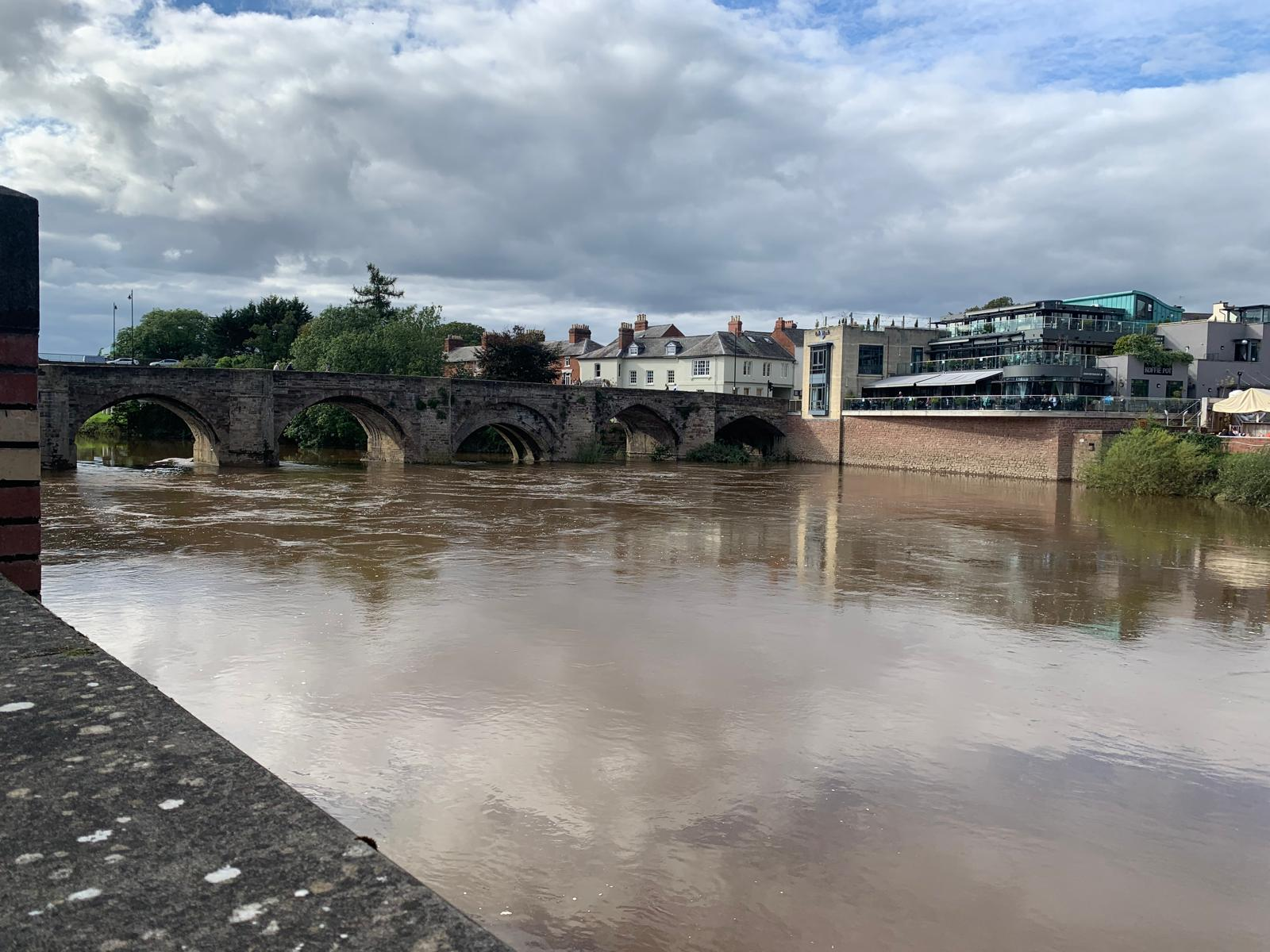
Řeka Wye v Herefordu
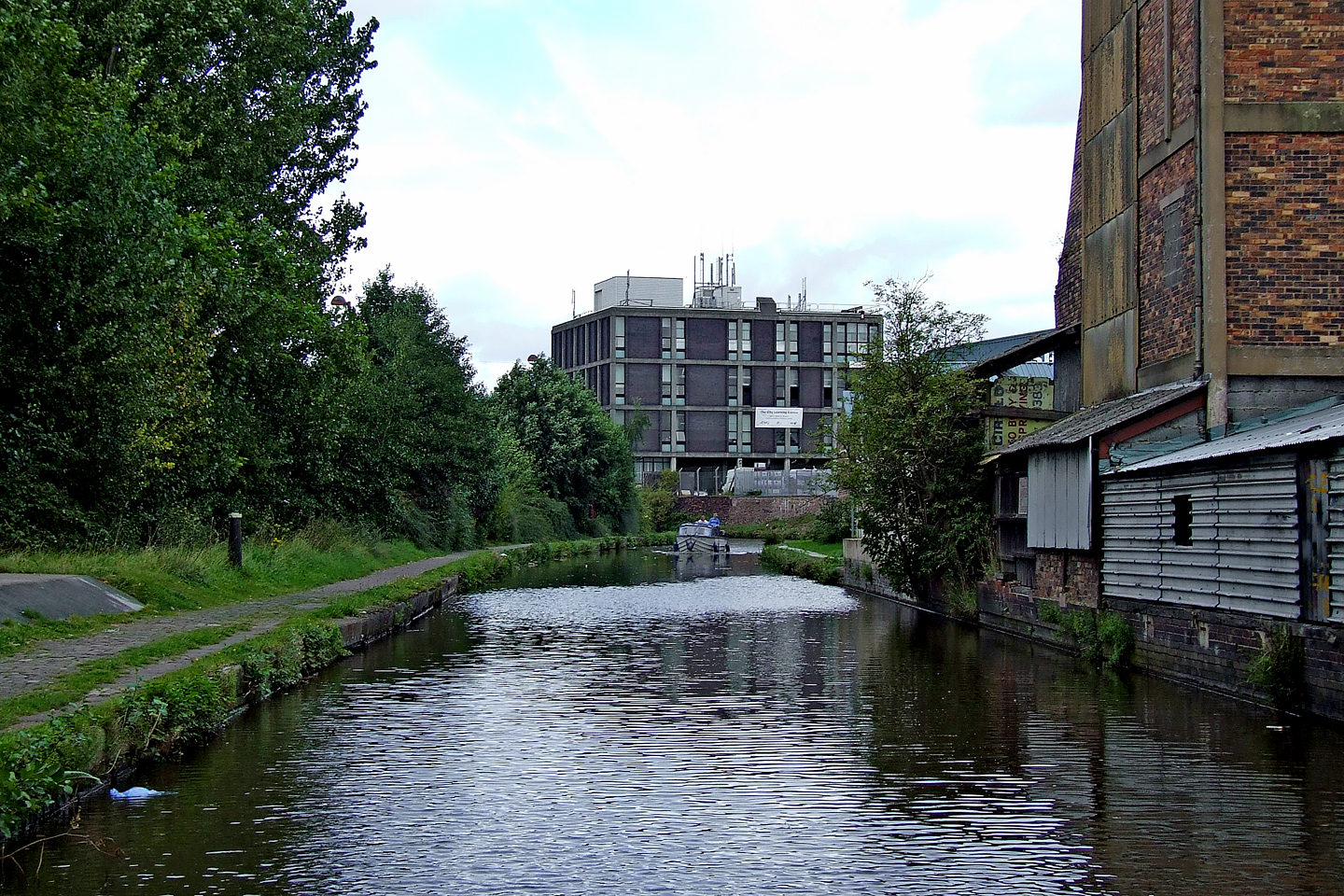
Vodní kanál Trent–Mersey ve Stoke-on-Trent